# Barriada Borinquen de Ponce
Barriada Borinquen de Ponce es una comunidad ubicada en la ciudad de Ponce en la Isla de Puerto Rico.

## Historia
Fue fundada en 1940 y creada por la desaparecida Ley de la Autoridad de Hogares.
Los residentes adquirían los terrenos por medio de una cooperativa llamada Cooperativa Solares Borinquen. Estos automáticamente al comprar el solar, se hacían socios de la cooperativa.
Ya en 1940, contaba con servicios de agua, luz y alcantarillados. Muchos de sus residentes llegaban de zonas rurales y establecían sus viviendas en los solares.
Actualmente cuenta con 240 familias. La cooperativa desapareció en el año 1978 y los residentes son dueños de sus casas y solar.
Las calles se distinguen en tener nombres de residentes que vivieron y aportaron en aspectos positivos a la comunidad.

## Hijos ilustres
Uno de los grandes artistas en residir en Barriada Borinquen fue el desaparecido actor y comediante Benito Mateo.

## Equipamientos
Cuenta con facilidades de centro comunal, cancha bajo techo y una planta de filtración propiedad de la Autoridad Acueductos Alcantarillados.
Cuenta con una entidad cívica llamada Consejo Residentes Cívico Recreativo Barriada Borinquen presidida por el Sr. Néstor López.
- Datos: Q5720119

- http://www.facebook.com/index.php?lh=7da3bd012987f7d8e58c73838064283d&#!/profile.php?id=1123450758